# Bissen
Bissen é uma comuna do Luxemburgo, pertence ao distrito de Luxemburgo e ao cantão de Mersch.

## Demografia
Dados do censo de 15 de fevereiro de 2001:
- população total: 2.447
  - homens: 1.215
  - mulheres: 1.232
- densidade: 117,93 hab./km²
- distribuição por nacionalidade:

| Nacionalidade  | População | %      |
| -------------- | --------- | ------ |
| luxemburgueses | 1.610     | 65,79% |
| estrangeiros   | 837       | 34,21% |
| - portugueses  | 369       | 15,08% |
| - franceses    | 69        | 2,82%  |
| - italianos    | 89        | 3,64%  |
| - belgas       | 100       | 4,09%  |
| - alemães      | 51        | 2,08%  |
| - iuguslavos   | 67        | 2,74%  |
| - outros       | 92        | 3,76%  |

- Crescimento populacional:

| Ano        | População |
| ---------- | --------- |
| 15/02/2001 | 2.447     |
| 01/01/2002 | 2.441     |
| 01/01/2003 | 2.440     |
| 01/01/2004 | 2.457     |
| 01/01/2005 | 2.457     |